# West Competition
West Competition foi uma equipe de automobilismo britânica que disputou a Fórmula 3000 entre 1998 e 2000.[carece de fontes?]
Integrante do programa de desenvolvimento de jovens pilotos da McLaren, recebeu este nome em homenagem à West, que patrocinou a escuderia de Woking entre 1997 e 2005. Em 3 temporadas, conquistou 8 vitórias, 7 poles e 6 voltas mais rápidas, a maioria delas com o alemão Nick Heidfeld.

## História

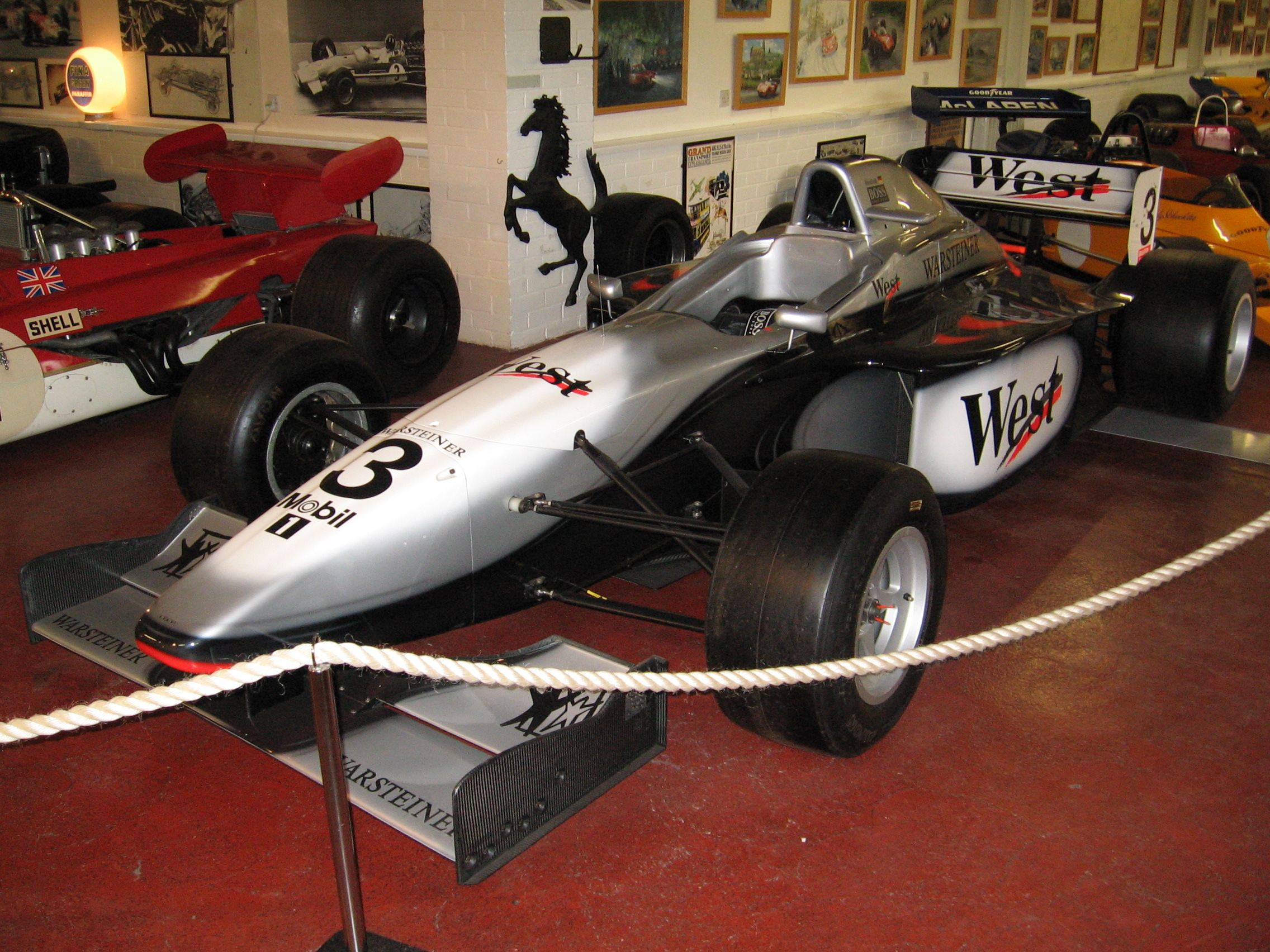
Carro pilotado pelo alemão Nick Heidfeld entre 1998 e 1999, ano em que foi campeão da F-3000.

A primeira temporada disputada pela West Competition foi a de 1998. Seus pilotos foram o alemão Nick Heidfeld, então piloto de testes da McLaren, e o francês Nicolas Minassian. Heidfeld, que terminaria como vice-campeão naquele ano, conquistou 65 pontos, enquanto Minassian obteve apenas 5. O belga Bas Leinders foi inscrito para a etapa de Nürburgring, mas não conseguiu largar, embora tivesse obtido o 19º lugar no grid.[carece de fontes?]
Para 1999, Heidfeld permanece na equipe, e o brasileiro Mário Haberfeld é contratado para substituir Minassian, que foi para a Kid Jensen Racing. Com 4 vitórias, 2 segundos lugares e um terceiro, o piloto alemão terminaria com o título da temporada, com 59 pontos, ficando de fora dos 5 primeiros apenas uma vez, em Monte Carlo, e teve um abandono, em Hockenheim, a única vez que Heidfeld não completou uma prova ao serviço da West Competition. Haberfeld, ao contrário de seu companheiro de time, ficou sem pontuar e não se classificou para 5 etapas.
Em 2000, o francês Stéphane Sarrazin e o tcheco Tomáš Enge foram anunciados como os novos pilotos da escuderia para a disputa do campeonato. Sem repetir o desempenho das temporadas anteriores, a dupla ficou longe de qualquer chance de obter o bicampeonato: Sarrazin pontuou apenas em Nürburgring (3 pontos na classificação) e perdeu sua vaga para o sul-africano Tomas Scheckter, que angariou o dobro de pontos de seu antecessor (6), enquanto Enge, com 15 pontos, foi o melhor piloto da West Competition, ficando em sexto lugar. Ao final da temporada, o time encerrou suas atividades.[carece de fontes?]